# RIOT of the world
RIOT of the world (ライオットオブザワールド?, RIOT VERSUS THE WORLD) è un manga scritto e disegnato da Satoshi Shiki. Il manga fu inizialmente pubblicato nel 1993 e successivamente serializzato su Ultra Jump nel 1998. In Italia è pubblicato da Panini Comics.

## Ambientazione
Il mondo di Riot è una sapiente fusione di fantascienza, fantasy e western, dove le armi da fuoco sono accostate a pesanti armature fantascientifiche e ultimi ritrovati della tecnologia, il tutto immerso in un'ambientazione fantasy colma di castelli, cattedrali e vasti deserti e praterie.

## Trama
L'abilissimo ladro Billy The Kid riesce ad impossessarsi del potente libro Riot, un'antica arma che fornisce incredibili poteri. Ma una volta messe le mani su di esso, viene risvegliato il suo custode, una ragazza di tredici anni chiamata Axel che inseguirà Billy per riprendersi Riot; finalmente riuscita a raggiungerlo in una città lo ucciderà. Il libro però, facendo promettere a Billy che avrebbe sempre protetto la ragazza, lo riporta in vita in qualità di suo nuovo custode. Il ladro e Axel cominceranno quindi a viaggiare insieme.

## Personaggi
- Billy The Kid:abile ladro che ruberà l'antico libro della potenza della dinastia dell'Ovest, Riot, e sarà ucciso dalla sua custode Axel. Promettendo di proteggerla, il libro lo riporta in vita. È un abile ladro e pistolero.
- Axel Rose: la precedente custode di Riot che Billy si impegnerà a proteggere.
- Cain:diventa cardinale della chiesa dell'Est dopo aver ucciso il suo predecessore e padre adottivo. Possiede il secondo Riot, quello della dinastia dell'Est.
- Kyrie Cherryboom:amica e compagna di Billy, conosciuta come "Genio degli esplosivi".
- Lione King e Chyphon Chamber:collaboratori di Cain
- Ziggy Rocketqueen:combattente al soldo della chiesa dell'Est, mandata da Cain a recuperare Riot.
- Ritchie Edokudo:vecchio amico di Billy che pare essere stato ucciso da quest'ultimo.

## Capitoli
| Nº | Titolo italiano                                                                                            | Data di prima pubblicazione | Data di prima pubblicazione |
| Nº | Titolo italiano                                                                                            | Giapponese                  | Italiano                    |
| 1  | RIOT 1 | 1998                        | Gennaio 2001                |
| 1  | Capitoli - 01. Riot Act - 02. Young Gun (parte prima)                                                      |                             |                             |
| 2  | RIOT 2 | 1998                        | Febbraio 2001               |
| 2  | Capitoli - 02. Young Gun (parte seconda) - 03. Sentenza di Morte                                           |                             |                             |
| 3  | RIOT 3 | /                           | marzo 2001                  |
| 3  | Capitoli - Extra:La Regina e i Guerrieri - 04. Fiore di Malvagità - 05. Collisione!!Beauty Bloody Monsters |                             |                             |
| 4  | RIOT 4 | /                           | aprile 2001                 |
| 4  | Capitoli - 06. Axel - 07. Crimini e Condanne                                                               |                             |                             |